# Marc Coucke
Marc Coucke (Gent, 27 januari 1965) is een Belgische ondernemer en multimiljonair die vooral zijn fortuin maakte met de verkoop van zijn bedrijf Omega Pharma. Hij komt vaak in beeld als prominent figuur, eerst binnen de wielerformatie Etixx-Quick Step en later binnen de voetbalwereld als eigenaar van eersteklassers KV Oostende en RSC Anderlecht. Sinds 2015 is hij investeerder in Belgische bedrijven met zijn holding Alychlo. 

## Biografie
Vader André Coucke was 38 jaar lang zelfstandig apotheker in de Kortrijksepoortstraat te Gent. In zijn studentenjaren koos hij zijn buurmeisje Liliane Van Lancker als vrouw. Hun zoon Marc deed in Gent zijn humaniora in het Sint-Barbaracollege. Daarna behaalde hij een licentiaatsdiploma Farmacie aan de Universiteit Gent en een postgraduaat Bedrijfsbeheer aan de Vlerick Leuven Gent Management School.
De apothekerszoon zou eigenlijk de zaak van zijn vader verder zetten maar leerde in militaire dienst Yvan Vindevogel kennen die Marc Coucke kort daarna kon overtuigen in zijn bedrijf Omega Pharma te stappen, wat uitgroeide in een megabedrijf.
In 1999 trouwde hij met Nathalie Baeten waarmee hij twee dochters heeft. Samen wonen ze op het domein van het door Coucke gerenoveerde achttiende-eeuwse kasteel Mijl Eke te Merelbeke.

## Omega Pharma

### Beursgang
Als zakenman slaagde hij erin om van het in 1987 door hem en studiegenoot Yvan Vindevogel opgerichte farmaceutische bedrijf Omega Pharma een beursgenoteerd bedrijf te maken, met een omzet van één miljard euro. Het bedrijf stelt drieduizend mensen tewerk en is actief in dertig landen. Oorspronkelijk verkochten de zaakvoerders zelf de door hen geproduceerde shampoo, van deur tot deur, aan de Vlaamse apothekers.
Omega Pharma maakte dertien jaar lang deel uit van de 20 bedrijven in de Bel20-aandelenkorf die de Brusselse index van Euronext bepaalt, tot Coucke eind 2011 het grootste deel van de aandelen opnieuw verwierf.
Met zijn investeringsmaatschappij Couckinvest beheerde hij nog steeds meer dan een kwart van de aandelen van Omega Pharma. Na een korte sabbatical als voorzitter van de raad van bestuur, was hij sinds 11 maart 2008 weer actief als afgevaardigd bestuurder van het bedrijf.

### Phone Chip
In december 2008 kreeg Coucke opnieuw veel media-aandacht, deze keer minder positief. De lancering van de E-waves Phone Chip door Omega Pharma, waarbij Coucke persoonlijk de mediacampagne op gang trok, leverde veel scepsis op. De chip werd na enkele dagen uit de handel gehaald, Omega Pharma moest toegeven dat de werking van het product niet kon worden bewezen. Voor de pers werd dit als een persoonlijke blamage voor Coucke ervaren.

### Verkoop
In 2014 verkocht hij zijn bedrijf Omega Pharma aan het Amerikaanse bedrijf Perrigo, voor een som van 3,6 miljard euro (inclusief alle schulden van Omega Pharma). Er was wat controverse omdat hij op de meerwaarde van 1,45 miljard euro zogezegd geen belasting hoefde te betalen. Initieel werd door de media over het hoofd gezien dat deze meerwaarde via een managementvennootschap werd gerealiseerd, waardoor een roerende voorheffing van 25% moet worden betaald indien het voor persoonlijke doeleinden zou worden gebruikt. Zijn winst zou hij naar eigen zeggen volledig investeren in nieuwe bedrijven om zo werkgelegenheid te creëren.

### Schadeclaim
Perrigo beschuldigde twee jaar na de aankoop Coucke en investeringsfonds Waterland, toen mede-eigenaar van Omega Pharma, ervan dat ze de financiële cijfers frauduleus hadden opgesmukt om een hogere verkoopprijs te bekomen. Ze dienden een schadeclaim in van niet minder dan 1,9 miljard euro. Coucke zelf ging in de tegenaanval door op zijn beurt een schadevergoeding eisen van Perrigo. Om een monsterproces van jaren te vermijden, werd Cepani, het Belgisch Centrum voor Arbritage en Mediatie, aangesteld als bemiddelaar.  Eind augustus 2021 werd bekend dat die arbitragecommissie had beslist dat Marc Coucke en het Nederlands financieel consortium rond Waterland samen een schadevergoeding van 266 miljoen euro moesten betalen aan Perrigo. Met kosten en interest erbij kwam dat bedrag op 350 miljoen euro. Hiertegen was geen beroep mogelijk.

## Alychlo
Uiteindelijk zou hij 620 miljoen euro verdiend hebben aan de verkoop van Omega Pharma. Sinds 2015 pompt investeringsholding Alychlo miljoenen in een brede waaier van vooral Belgische bedrijven. De hoofdzetel van zijn holding ligt in Merelbeke.

### Vrije tijd
De meest bekende investeringen van Marc Coucke zijn die in de vrijetijdssector. Hij bezit 30% van dierenpark Pairi Daiza, dat hij in 2016 samen met Eric Domb van de beurs haalde. In 2017 werd hij meerderheidsaandeelhouder van de Nederlandse skipisteketen SnowWorld. In 2018 bracht Alychlo een bod uit op de overige aandelen. Na een succesvolle uitkoopprocedure werden de aandelen van SnowWorld in augustus 2023 voor het laatst verhandeld. Via Compagnie des Alpes belegde hij in Franse skipistes en pretparken (o.a. Walibi en Bellewaerde). In 2021 kocht hij 49% van het revuetheater het Witte Paard in Blankenberge. Met de oprichting van bedrijf Padelworld dat jaar sprong hij op de kar van de sporthype padel met als eerste doel eind dat jaar tussen de 100 en 200 velden in België te hebben. Samen met Bart Versluys kocht hij ook dat jaar het hotel La Réserve in Knokke.
Sinds 2016 investeerde Coucke in het Waalse stadje Durbuy. Alychlo bezit 72,1% van de aandelen van de holding La Petite Merveille, waarin onder meer vijfsterrenhotel Le Sanglier des Ardennes, enkele restaurants, hotels, appartementen, chalets, gastenhuizen, golfterreinen en gebouwen in en rond het stadje, een glampingterrein, het avonturenpark Adventury Valley en het labyrint van Barvaux zitten. In 2024 kocht hij de familie Maerten uit de toerismeholding.
In 2021 investeerde hij in The Italian Sea Group, een Toscaanse scheepsbouwer van luxejachten.

#### RSC Anderlecht
Het meest in het oog springend was de aankoop van de Brusselse voetbalclub RSC Anderlecht in december 2017, terwijl hij al hoofdaandeelhouder en voorzitter was van de kustploeg KV Oostende, waar hij van kindsbeen af voor supporterde. In augustus 2013 had hij er 60 procent van de aandelen gekocht en in juli 2014 de 30 procent aandelen van toenmalig voorzitter-manager Yves Lejaeghere. Echter het is verboden door de Belgische voetbalbond twee Belgische eersteklassers te bezitten dus verkocht hij verplicht KV Oostende aan de verzekeraar Peter Callant begin februari 2018. Op 28 maart 2018 werd hij officieel voorzitter van RSC Anderlecht. Coucke werd ook voorzitter van de Pro League maar stopte daarmee wegens tijdsgebrek en belangenconflicten. Op 28 mei 2020 kondigde hij aan dat hij zich terugtrok als Anderlecht voorzitter en dat Wouter Vandenhaute hem ging opvolgen. Hij bleef wel er hoofdaandeelhouder. Eind december 2021 schold Coucke, die nog aanspraak kon maken op een openstaande schuld van 50 miljoen euro, de schulden van de club kwijt. Daarnaast investeerde hij en zijn zakenpartner Joris Ide 11 miljoen euro extra in RSC Anderlecht en kocht hij de aandelen van Michael Verschueren en Johan Beerlandt. Constante herstructurering in het management en financiële problemen bij Anderlecht werden breed uitgesmeerd in de media

### Farma
Nadat Coucke zijn aandelen in Omega Pharma had verkocht, investeerde hij zijn centen opnieuw in farmaceutische industrie. In 2015 richtte hij Ceres Pharma (voorheen Pharco Innovations, producent van de darmkanker tracer Fecotest) op samen met Mario Debel, een voormalige manager bij Omega Pharma. Coucke controleerde 80% van de aandelen en Debel als CEO 20%. Hij verkocht de participatie in juli 2021 aan de Franse durfkapitalist Naxicap.
Hij investeerde in 2015 ook fors in het Luikse farmabedrijf Mithra en een jaar later werd hij voorzitter van de raad van bestuur. In 2020 volgde Ajit Shetty hem op. Sinds begin 2021 bouwde hij zijn belang in het anticonceptiebedrijf af (4,9% in 2013).
Zitten verder nog in zijn farmaceutische beleggingsportefeuille participaties in het Luikse biotechbedrijf MDxHealth, AnimalCare (een bedrijf dat dierengeneesmiddelen verdeelt en waarin Coucke al investeerde toen het nog Ecuphar heette), miDiagnostics (32,7% in 2024), farmaleverancier Fagron (Fagron was nog onderdeel van Omega Pharma), de Luxemburgse kankerspecialist Droia en de Zwitserse specialist in kankerdiagnose Sophia Genetics.

### Voeding
Het bekendste voedingsbedrijf waarin Coucke een belang heeft is Lotus Bakeries (2%). Hij heeft ook aandelen van koffieautomatenbedrijf Fountain (7,4%).
Begin 2021 pompte Coucke 50 miljoen euro in de groente- en fruitreus Greenyard. Ook de West-Vlaamse start-up Plant-T, dat kruidenzuilen maakt, kreeg toen ook een financieel steuntje in de rug van Coucke.
In 2025 investeerde hij in eigen naam, niet via Alychlo, in het bier 'Tout Bien' van Average Rob.

### Technologie
Coucke investeerde rechtstreeks in een zestal technologiebedrijven van diverse pluimage. Voorbeelden zijn Smartphoto, vroeger gekend als Spector, en Uest (producent alarmbandjes voor senioren) dat opgegaan is in aandelen bij technologiebedrijf Crescent, voorheen gekend als Option.
Naast deze klassiekers investeert Coucke ook in jongere bedrijven als Ekopak, een West-Vlaamse bedrijf dat op industriële schaal water zuivert; Comate, dat nieuwe toestellen ontwikkelt en ontwerpt; en Otra, waarmee vrachtwagenchauffeurs bewaakte parkeerplaatsen kunnen vinden.

### Vastgoed
Couckes vastgoedportefeuille zit onder andere verdeeld over de Brusselse vastgoedpromotor Immobel en de Oostendse bouwgroep Versluys (50%), de bekendste projectontwikkelaar van de Belgische kust.
Verder spreidde hij zijn beleggingen over retailparkinvesteerder Mitiska Reim, vastgoedfonds Triginta, VGP (logistiek vastgoed) en Xior, een specialist in studentenkamers. In 2023 kocht hij aandelen van Thurn en Taxis-eigenaar Nextensa en werd hij eigenaar van de Ieperse stadscamping Urban Gardens.
In 2022 werd Coucke mede-eigenaar van de groep boven de luxueuze OKU-hotels op Ibiza en Kos.

### Fondsen en overige
Coucke spreidde zijn beleggingen ook over tal van fondsen: CIM Capital, Smartfin, Volta Ventures en ESG Core Investments (groene technologie).
Hij investeerde ook in de zonnepanelen- en laadpalengroep en energieleverancier EnergyVision het leaseplatform Lizy. en hr-bedrijf MaisonRouge.

## Andere activiteiten

### Sportsponsoring
Coucke verwierf ook bekendheid door zijn sponsoring van allerlei sportploegen in het wielrennen, voetbal en basketbal. Met de merknamen Davitamon, Predictor, Silence en Omega Pharma steunde hij van 2005 tot 2011 de Belgische wielerploeg Lotto. Van 2014 tot 2016 was hij sponsor van de wielerploeg Etixx-Quick Step. Ook in de voetbalwereld werd Coucke actief als sponsor. In het seizoen 1998/99 was Omega Pharma hoofdsponsor van KV Oostende, dat op dat moment in de eerste klasse aantrad. Sinds 2014 werkten heel wat clubs in de hoogste voetbalafdeling met voedingssupplementen van Etixx Sports Nutrition, een merk van Omega Pharma. Bijvoorbeeld shirtsponsor in het seizoen 2014/15 bij de Franse voetbalclub Lille OSC. Coucke bezat 5 procent aandelen van die ploeg van 2014 tot 2017. Sinds 2015 werd hij met Mithra ook sponsor van basketbalclub Castors Braine.

### Entertainment

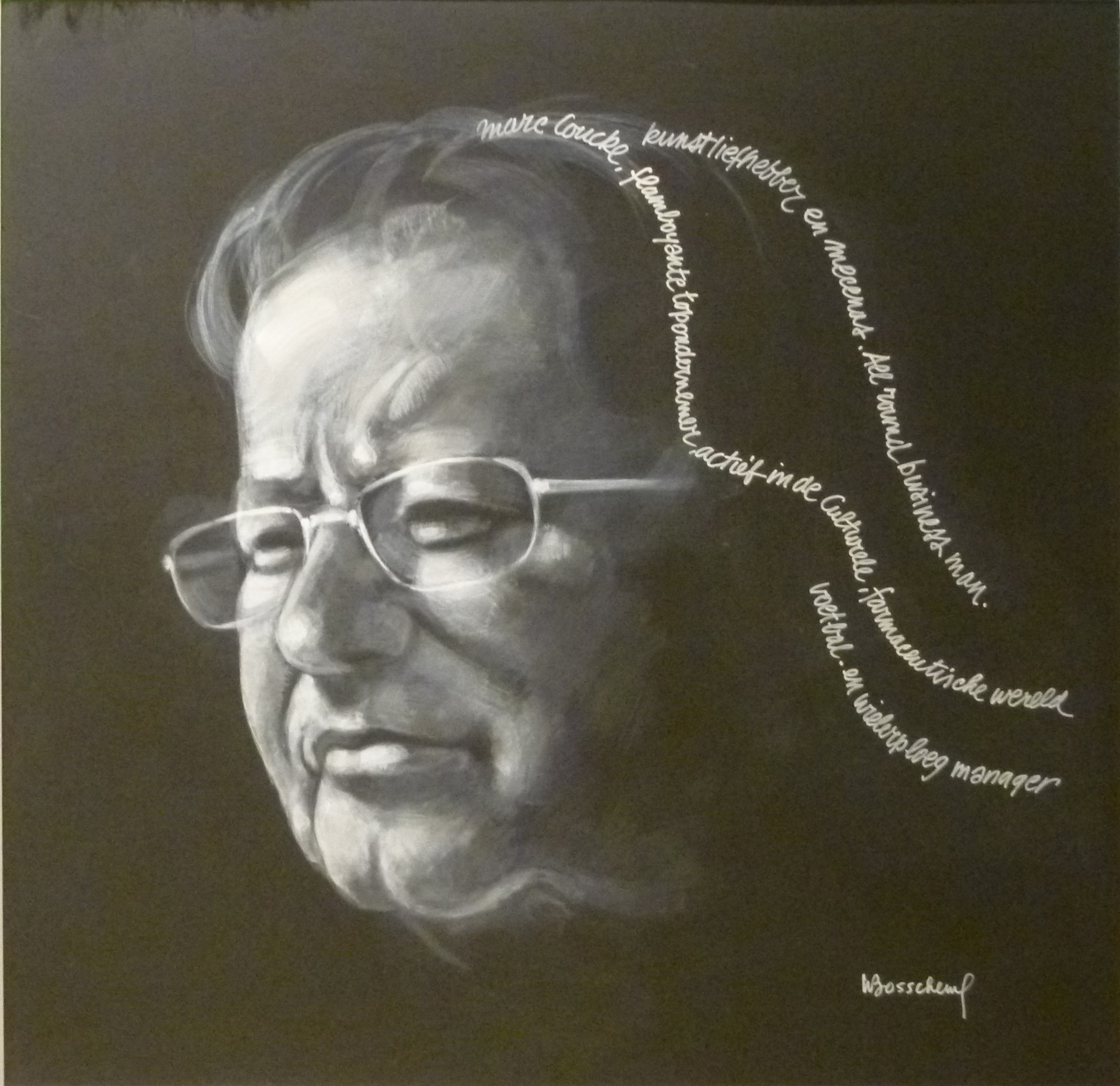
Marc Coucke, portret door de Belgische kunstschilder Willy Bosschem

Marc Coucke was het hoofd van de jury van De Bedenkers, een televisieprogramma op één, waarin hij mee mocht beslissen welke uitvindingen over het potentieel beschikten om tot een succesvol product uit te groeien. In 2012 won hij het VTM-programma MasterChef.
Samen met Kamagurka richtte hij ook Kamacoucka op: een bedrijf dat de door Kamagurka in 2008 gecreëerde kunstwerken (366 in totaal, één per dag) van de Kamalmanak verkoopt, en ook op langere termijn in de kunstsector actief wil blijven. Ook dit initiatief leverde Coucke ruime mediabelangstelling op.
In 2015 werd hij ook nog zanger met het liedje "Het is weer Couckenbak". In 2015 had hij een cameo in F.C. De Kampioenen 2: Jubilee General.
In 2016 werd Coucke de hoofdpersoon van een strip over zijn eigen leven. In datzelfde jaar baseerde Merho in het Kiekeboe-verhaal Gebroken zwart een antagonist op Marc Coucke.
In 2023 nam hij deel aan The Masked Singer als Kolonel Mops, hij viel al af in zijn eerste aflevering.
In 2024 nam hij samen met zijn dochter Chloé deel aan het VTM-programma Ver van huis.

### Dinosaurus skeletten
Marc Coucke is geïnteresserd in de skeletten van dinosauriërs. Hij kocht er door de jaren drie echte, die werden opgesteld naast de 15 replica's in de doolhof van avonturenpark Adventury Valley in Durby. Op termijn wil Coucke in Durbuy een dinomuseum opzetten met eventueel een belevingscentrum en aangevulde realiteit.
In februari 2025 onthulde Coucke zijn vierde aankoop, het skelet van een apatosaurus met de naam Vulcain. Dit skelet werd opgesteld in de inkomhal van dierenpark Pairi Daiza.